# Église Saint-Étienne d'Orliaguet
L'église Saint-Étienne est une église française située à Orliaguet, dans le département de la Dordogne, en région Nouvelle-Aquitaine.

## Localisation
En Périgord noir, dans le quart sud-est du département de la Dordogne, l'église Saint-Étienne est située dans la partie nord du petit bourg d'Orliaguet, à proximité de la route départementale 61b.

## Description
L'église Saint-Étienne a été fondée au XIIe siècle par des moines bénédictins de la proche abbaye de Souillac ; elle a conservé quelques traces d'architecture romane dans la nef et le chœur.
De direction est-ouest, elle est implantée en bordure nord de son cimetière.

## Mobilier
Elle recèle trois éléments mobiliers remarquables :
- la cuve baptismale du XIIe siècle en pierre[2],[3] ;
- le retable en bois sculpté et peint du XVIIe siècle, classé au titre des monuments historiques le 5 mars 1951[4] ; l'une de ses statues représente saint Étienne « portant un caillou et une palme »[5] ;
- la statue de la Vierge à l'Enfant du XVIIIe siècle en bois polychrome, inscrite au titre des monuments historiques le 1er mars 1973[6].

## Galerie de photos

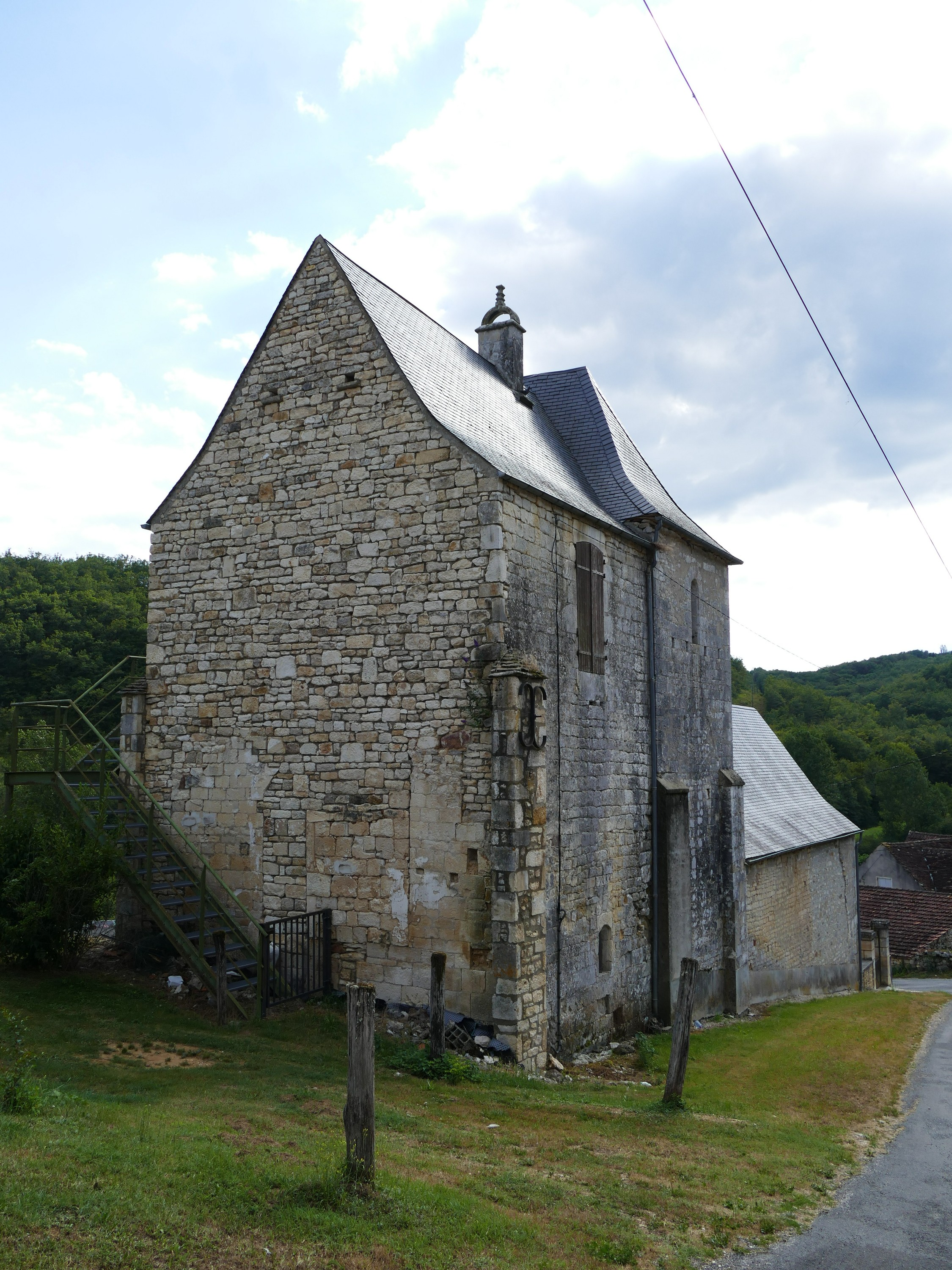
Vue depuis l'est.
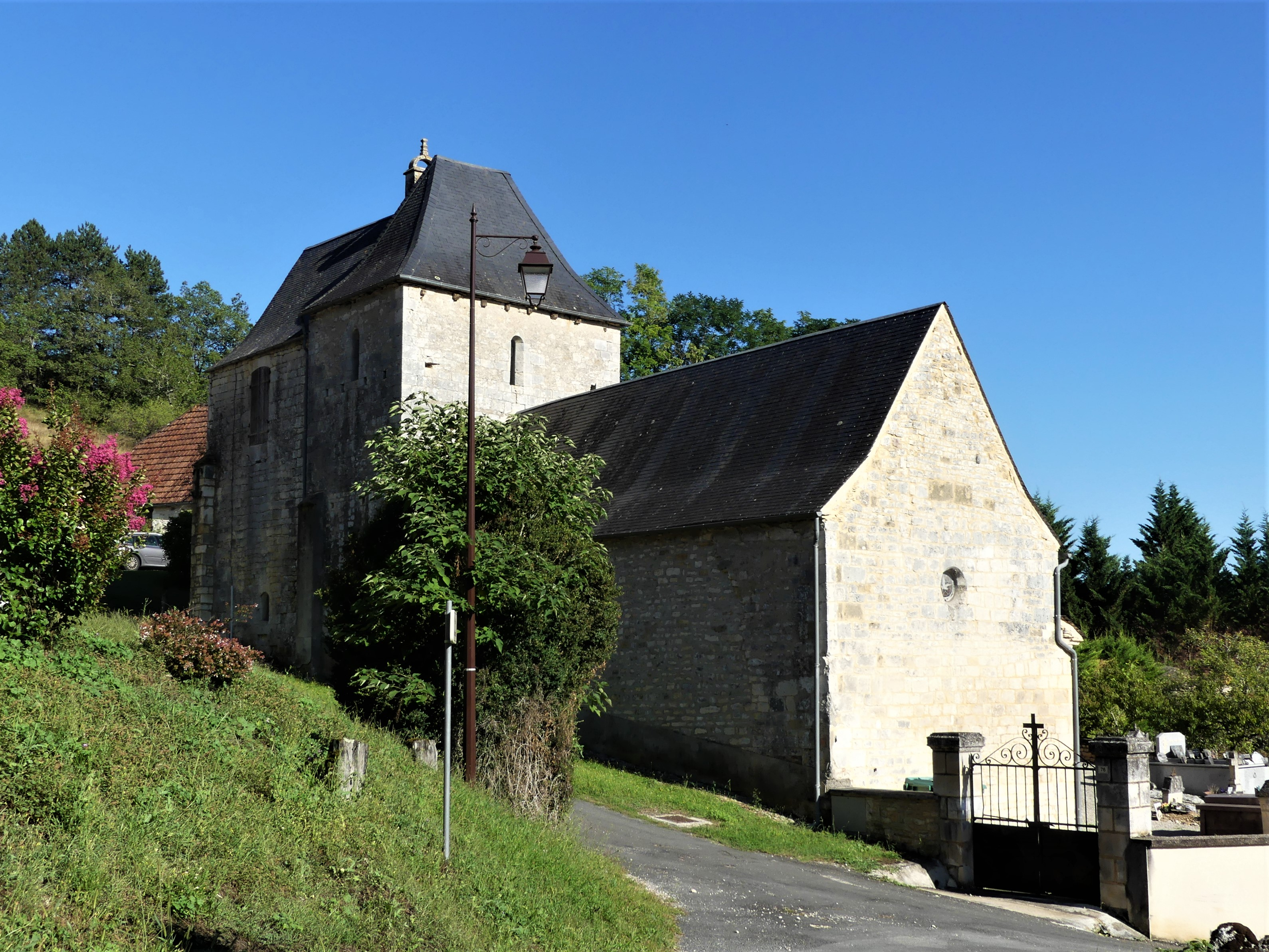
Vue depuis le nord-ouest.
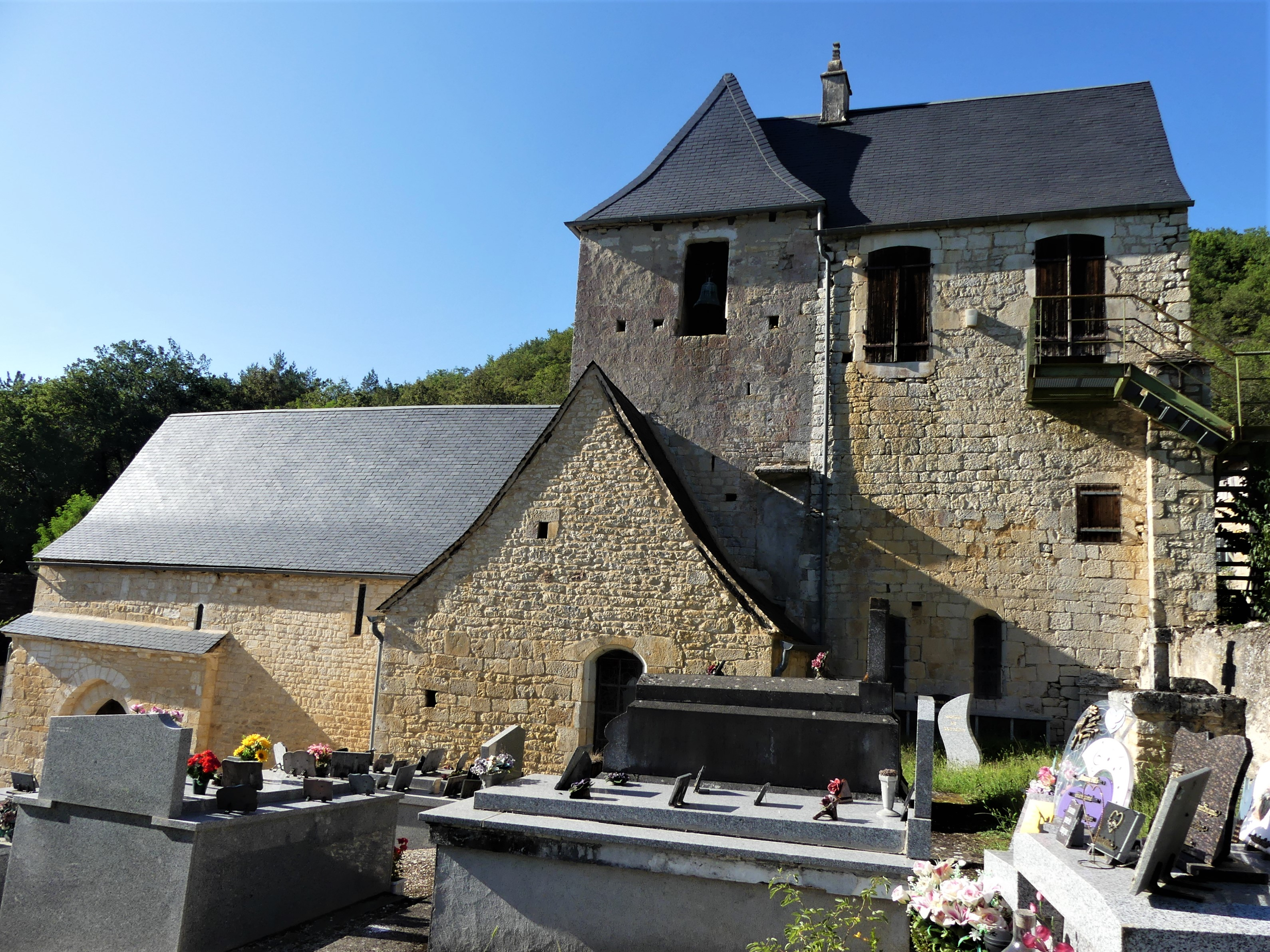
Le côté sud.
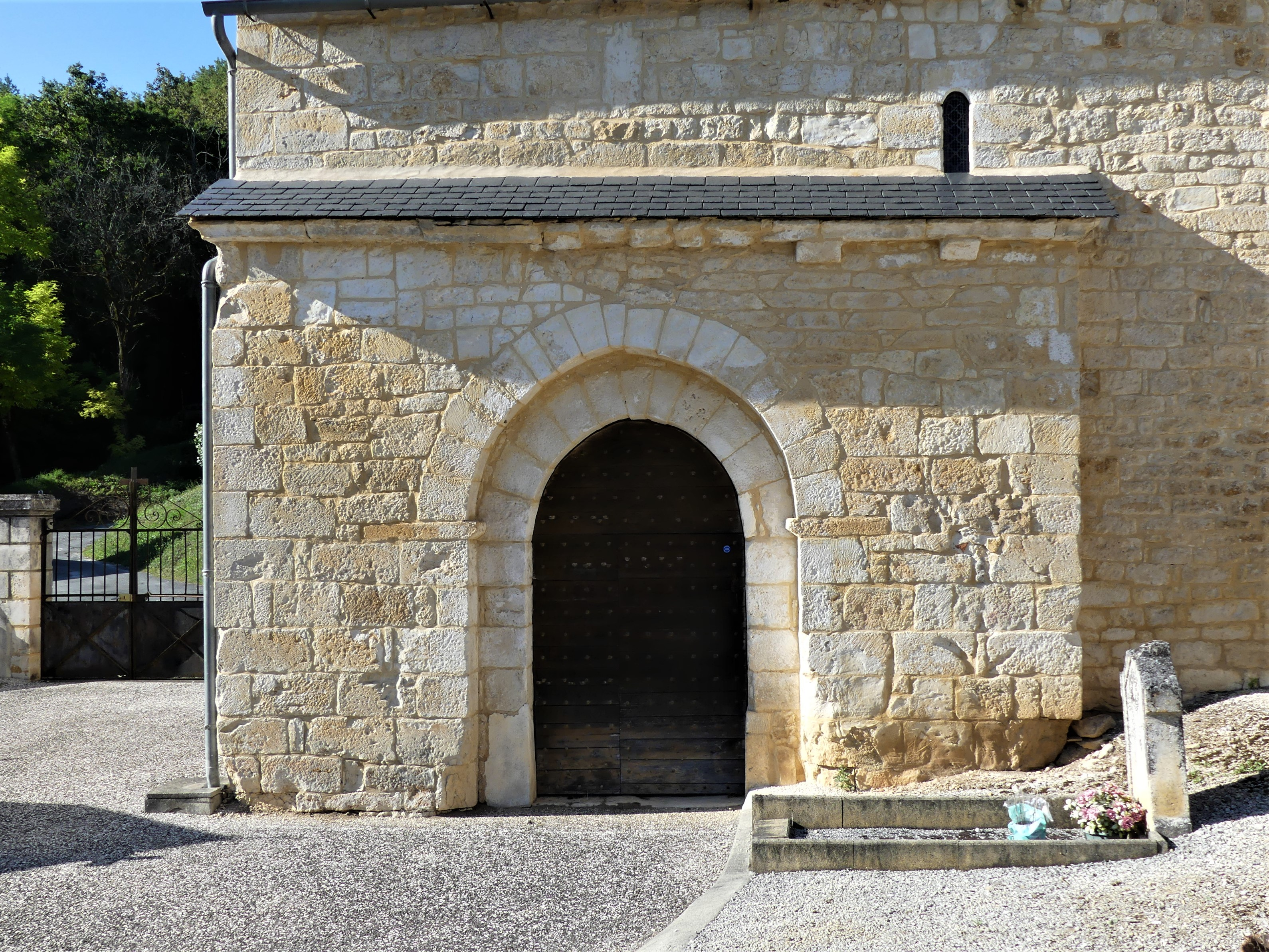
Le portail sud.
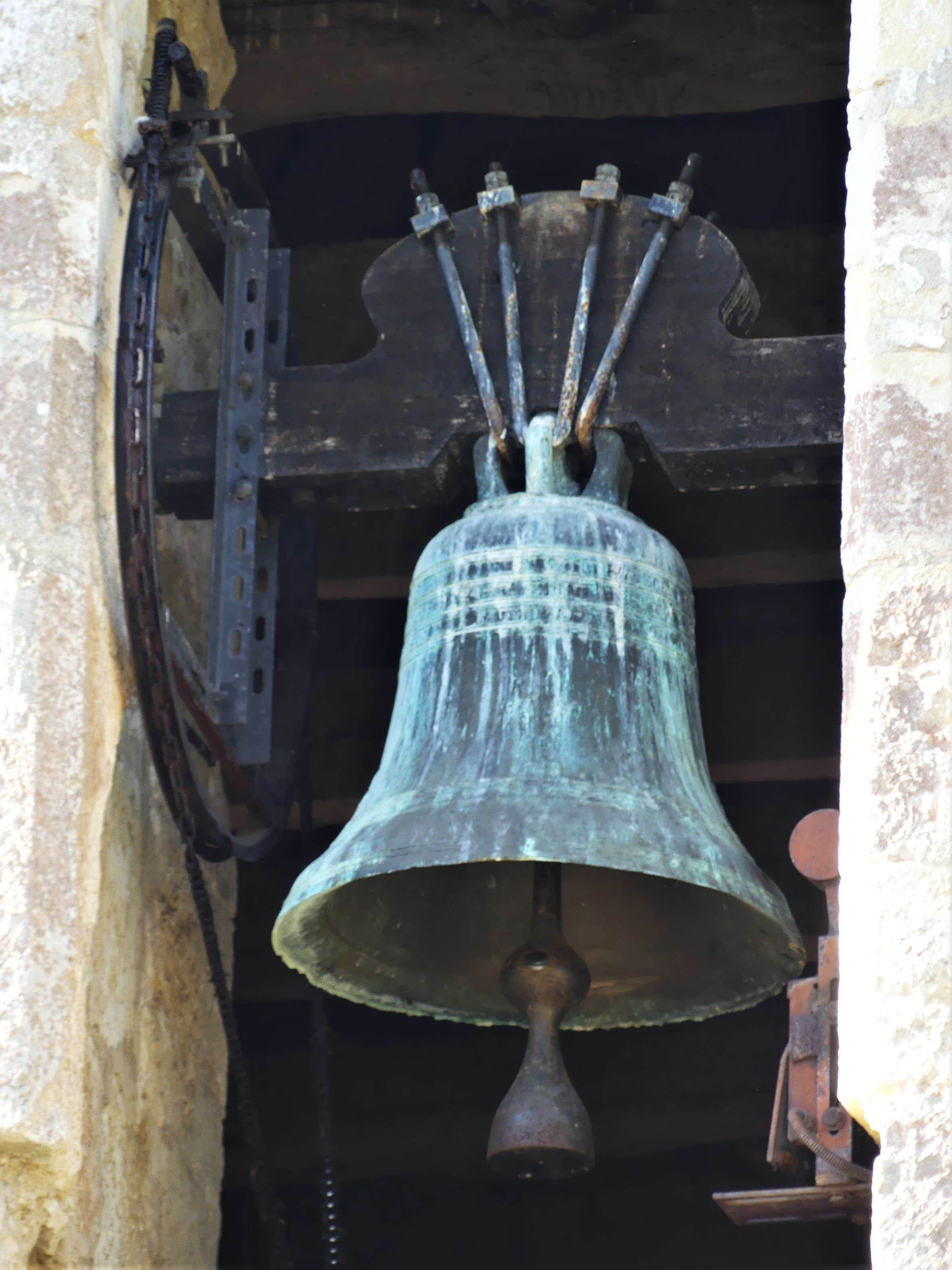
La cloche.